# ディマージオ・ライト＝フィリップス
ディマージオ・キャメロン・ライト＝フィリップス（英語: D'Margio Cameron Wright-Phillips、2001年9月24日 - ）は、イングランドとグレナダ、トリニダード・トバゴのサッカー選手。ポジションはFW。

## クラブ歴
父も所属したマンチェスター・シティFCの下部組織に2015年に加入。2020年2月に同年夏までの契約でブラックバーン・ローヴァーズFCに期限付き移籍し、ユースチームに所属した。
2021年2月にストーク・シティFCに完全移籍。U-23チームでは初出場で初得点を記録した。2022年1月9日のFAカップでプロ初出場を記録、同月16日にはEFLチャンピオンシップでも初出場すると、この試合でマン・オブ・ザ・マッチに輝く活躍を見せた。さらに22日にはプロ初得点も記録、28日には新たに2年半契約を締結した。同年7月にさらに契約を更新した。

## 代表歴
2017年8月にイングランドU-17代表として出場歴がある。

## 私生活
父はサッカーイングランド代表のショーン・ライト＝フィリップスで、叔父はブラッドリー・ライト＝フィリップスである。父が養子であるため、血の繋がりはないものの祖父はイアン・ライトである。